# シッキム民主戦線
シッキム民主戦線（Sikkim Democratic Front; Sikkim Prajatrantic Morcha）は、インドの政党。地方政党の1つとして位置づけられ、シッキム州で活動している。略称は英語名から「SDF」としている。

## 歴史

### 結成直後に政権獲得
1985年以来シッキム州の州政権を担ってきたシッキム闘争会議（SSP）から分裂して、パワン・クマール・チャムリンが1993年に結成した政党である。チャムリンは、当時の州首相でSSP党首のナル・バハドゥール・バンダーリーの独裁的な性格や特権層との癒着に反発して党を割って出た。
反バンダーリー勢力の取込みに成功したチャムリンは、SDF成立直後の1994年州議会選挙で、早くもバンダーリー率いるSSPとの一騎討ちの構図に持ち込む。結果は、SDFが19議席、SSPが10議席となり、SDFが州政権を獲得、チャムリンが州首相に就任した。勝因としては、約15年に及ぶバンダーリー政権が村落開発を進めなかったことへの不満が住民の間で募っていたのに対し、SDFが草の根を志向し村落開発重視の姿勢を見せたことが指摘されている。

### 長期政権へ
これ以後、1999年、2004年、2009年のいずれの州議会選挙でもSDFは勝利した。この間も、チャムリンとバンダーリーの一騎討ちの構図が継続したが、年を追うごとにチャムリン率いるSDFは政権基盤を強固にしていった。1999年州議会選挙ではSDFは議席数を24議席に増やし、2004年州議会選挙では32議席中31議席を獲得する圧勝、2009年州議会選挙ではついに州議会32議席を独占する完勝を収めている。シッキム州に割り当てられているローク・サバー（連邦下院）の1議席についても、1996年から現在に至るまでSDFが維持している。2004年にバンダーリーがSSPを離れて国民会議派（INC）に加入したため、以後の州議会選挙・連邦下院選挙においてSDFはINCと戦っている。しかし2009年の選挙を経て、連邦レベルでのSDFはINCを含む統一進歩同盟を支持する立場をとり、現在に至っている。
2009年末頃から、州政府閣僚を1994年以来務めてきたSDF重鎮であるプレム・シン・タマン（Tamang, Prem Singh. 通称の「P.S. ゴレイ（“Golay”）」で知られる）が、長期政権を維持するチャムリンへの批判・反対を開始している。2013年2月4日、タマンの影響力の下で、反SDFを掲げる新党シッキム革命戦線（SKM）が結成され、同年中にタマンがSDFを離党してSKM党首に就任した。これにより、SDFの最大の政敵は、バンダーリーからSKMに変わることになる。
2014年4月12日のシッキム州議会選挙と連邦下院選挙では、SDFとSKMが事実上の一騎討ちを繰り広げた。SDFは両選挙で勝利を収めたが、州議会については、州都ガントクの選挙区を中心に10議席をSKMに奪われ22議席に後退した。党勢の後退はあったものの、チャムリンは5期目の州首相に就任している。

## 基本路線・政治手法
SDFは、1975年シッキム併合以来のシッキムのインドへの統合を推進する立場にある。シッキム州はネパール語州であることから、ネパール系インド人としてのアイデンティティを強調する傾向にあるが、その一方でネパール国とは一線を画す姿勢をとり、また西ベンガル州ダージリンで再燃しているグルカランド州要求運動には距離を置いている。州内多数派のネパール系住民だけでなく、レプチャ系住民や州外からの移入者への配慮やバランスを維持し、その上でシッキムの政治的地位・安全保障の確保と経済発展を目指すことを基本路線としている。
SDFとSSPの基本路線については両者の間でほとんど差がないとされるが、手法の面ではバンダーリー（1996年以前のSSP）が中央との政治連携を重視したのに対し、チャムリンは州内政を重視しているともされる。また2004年の州議会選挙では、SDFとインド人民党が中華人民共和国との貿易のため国境開放を推進する立場にあったのに対し、国民会議派に移ったバンダーリーはこれに反対する姿勢をとった。